# Jesus Christ Superstar
Jesus Christ Superstar (Jesus Cristo Superstar) é um musical de ópera rock de Andrew Lloyd Webber, com libreto e letras de Tim Rice. O musical começou como um álbum conceitual de ópera-rock. Devido ao seu sucesso, foi para a Broadway em 1971, e desde então tem sido encenado em todo mundo. Em 1973 o diretor Norman Jewison levou as telas uma versão cinematográfica estrelada por Ted Neeley (Jesus), Carl Anderson (Judas Iscariotes) e Yvonne Elliman (Maria Magdalena). O filme foi indicado ao Oscar de melhor trilha sonora daquele ano.
Vagamente baseada nas Narrativas da Paixão, a obra interpreta a psicologia de Judas Iscariotes, Jesus e de outros personagens bíblicos. Grande parte da trama é centrada em Judas, que aparece como insatisfeito com a direção que Jesus está conduzindo seus discípulos. Atitudes contemporâneas, sensibilidades e gírias permeiam as letras da ópera rock, e alusões irônicas à vida moderna estão espalhadas por toda a representação de eventos políticos. As produções teatrais e cinematográficas contêm muitos anacronismos intencionais, como a aparição eventual de veículos militares.

## Enredo

### Ato I
Após uma pequena abertura musical, a peça começa com um monólogo musical do apóstolo Judas Iscariotes, que expressa sua preocupação com a sempre crescente popularidade de Jesus como "rei" e as repercussões negativas que isso pode ocasionar ("Heaven on Their Minds"). Apesar de Judas ainda amar Jesus como ser humano, está claro para ele que seu movimento está crescendo demais e eventualmente se tornará uma ameaça à ordem maior. E, uma vez que se torna uma ameaça à ordem maior, não só Jesus sofrerá as conseqüências, assim como todos seus seguidores.
No entanto, o aviso de Judas não é ouvido, já que os seguidores de Jesus estão decididos em ir a Jerusalém com Jesus. Enquanto eles questionam Jesus sobre quando chegarão em Jerusalém, Jesus diz a eles para pararem de se preocupar com o futuro, já que o que acontecerá já está predeterminado pelo destino ("What's the Buzz").

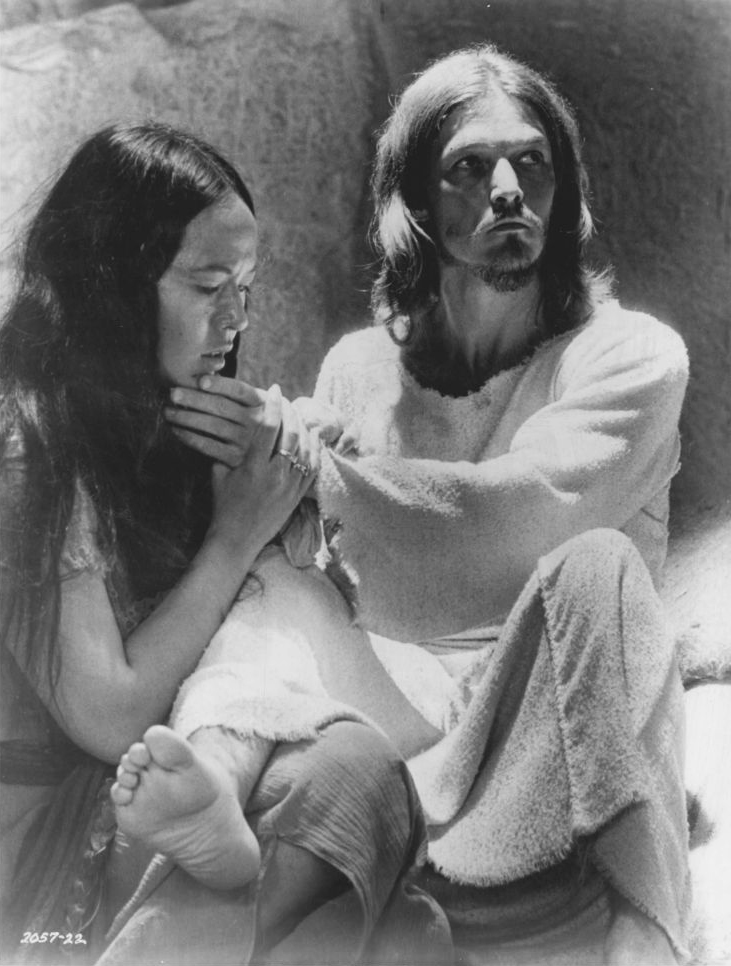
Yvonne Elliman e Ted Neeley como Maria Madalena e Jesus.

Vendo que Jesus está irritado com a badulação de seus seguidores, Maria Madalena ajuda Jesus a relaxar massageando-o com ungüento. No entanto, Judas expressa sua preocupação com o fato de Jesus estar se associando a Maria, quem ele acredita ser uma concubina. Judas diz que, ao se associar com ela, ele (Jesus) está contradizendo tudo que pregou e que isso, em troca, será usado contra ele e seus seguidores ("Strange Thing Mystifying"). Jesus irrita-se com Judas e diz que, a não ser que ele não tenha cometido pecados, ele não deveria ficar julgando o caráter dos outros. Jesus então fala a seus seguidores que eles não são melhores que Judas, já que o fato de eles estarem preocupados em ir a Jerusalém e aumentar o número de seguidores é uma prova clara de que eles não ouvem o que ele (Jesus) diz e não se importam com ele, mas somente com o poder que ele pode os trazer.
Jesus está visivelmente pessimista sobre o futuro, mas Maria Madalena tenta assegurá-lo que tudo ficará bem e tenta relaxá-lo com mais ungüento ("Everything's Alright"). Em resposta, Judas diz que o dinheiro utilizado para obter o ungüento poderia ter sido utilizado para causas mais filantrópicas, como ajudar os pobres. Mas Jesus insiste que ele e seus seguidores não têm os recursos necessários para ajudar cada pessoa pobre, e que isso não é uma esperança realista. Jesus canta que sempre haverá pobres, "lutando pateticamente". "Olhe as coisas boas que tem/ pense enquanto ainda tem a mim/ mova-se enquanto ainda me vê/ estará perdido/ está tão arrependido/ quando eu me for".
Enquanto isso, Caifás e outros sacerdotes judeus de alto escalão encontram-se para discutir sobre Jesus e seu movimento. Neste ponto, seus seguidores continuam a crescer aos milhares, ao ponto da ordem maior tomar conhecimento da tendência. Dado o tamanho do movimento de Jesus e o fato de que o movimento consiste principalmente de judeus que não querem aceitar os romanos como seus reis (em contraste aos poderosos sacerdotes judeus), está claro aos sacerdotes que ele está se tornando uma ameaça ao Império Romano. E se o Império estiver ameaçado, então muitos judeus sofrerão, talvez até mesmo aqueles que não seguem Jesus. Enquanto todos sacerdotes tentam resolver o problema de Jesus e seus seguidores, Caifás declara que a única solução real é matar Jesus ("This Jesus Must Die").
Quando Jesus e seus seguidores chegam em Jerusalém, eles são confrontados por Caifás, que exige que Jesus mande-os voltar e se separar. Jesus responde que acabar com a histeria é impossível ("Hosanna"). Após isso, Simão, o Cananeu vai falar com Jesus. Percebendo a popularidade que Jesus recebeu, Simão sugere que Jesus lidere seus seguidores numa guerra contra Roma e ganhe poder absoluto ("Simon Zealotes"). Mas Jesus rejeita veementemente a sugestão, declarando que nenhum dos seus seguidores entendem o que poder verdadeiro é, nem sua verdadeira mensagem ("Poor Jerusalem").
Enquanto isso, Pôncio Pilatos, o procurador da Judeia, revela um sonho que teve. O sonho prevê seu encontro com Jesus e o resultado da morte de Jesus, no qual Pilatos recebe toda culpa. No entanto, Pilatos não sabe ao certo qual é o significado de seu sonho ("Pilate's Dream").
Jesus chega no templo em Jerusalém e descobre que ele está sendo utilizado para vender todos os tipos de coisas, de armas a prostitutas, além de drogas. Quando Jesus chega, ele está furioso e exige que os mercadores e cambistas saiam do templo ("The Temple"). Irritado e cansado, Jesus sai e é confrontado por uma multidão de leprosos, aleijados e mendigos, todos querendo ser curados. Mas a multidão é muito grande e Jesus fica esmagado. Sem poder agüentar a pressão, Jesus pede para ser deixado sozinho.
Após a multidão partir, Maria Madalena encontra Jesus decepcionado. Maria sugere que ele descanse e, enquanto Jesus dorme, Maria reflete sobre o fato de Jesus ser diferente de qualquer outro homem que ela tenha amado antes. Como resultado disso, Maria não sabe como lidar com seus sentimentos ("I Don't Know How to Love Him").
Enquanto isso, Judas continua a se preocupar mais e mais com o sempre crescente movimento de Jesus. Sem saber o que fazer, ele visita secretamente os sacerdotes do alto-escalão. Judas implora para eles ajudarem-no a encontrar uma solução, mas que não o condene ("Damned for All Time"). A solução oferecida por Caifás é que Judas revele o paradeiro de Jesus, para que as autoridades possam capturá-lo e prendê-lo. Em troca da informação, oferecem dinheiro a Judas, que inicialmente declina a oferta, já que vai contra sua ética pessoal. Eventualmente, ele acaba aceitando após Caifás falar sobre a caridade que ele pode fazer com o dinheiro. Judas decide que seria melhor entregar Jesus antes que seu movimento aumente ainda mais, o que ocasionaria não somente a morte dele, mas de todos os seus seguidores também. Então, para salvar os milhares de seguidores e a ele mesmo, Judas revela que na noite de quinta-feira Jesus de Nazaré estará no Jardim do Getsêmani ("Blood Money").

### Ato II
Na quinta-feira, Jesus se encontra com seus doze apóstolos para a Última Ceia. Jesus percebe, sem o conhecimento dos apóstolos, que será sua última ceia com eles. Enquanto Jesus passa o pão e o vinho àqueles que jantam com ele, ele os lembra que devem pensar no vinho como seu sangue e o pão como seu corpo. Após refletir, Jesus reconhece que, até agora, nenhum dos seus seguidores entenderam verdadeiramente sua pessoa e sua mensagem de amor. Ele também percebe que será traído e negado por dois amigos próximos. Com raiva, diz aos outros que ninguém sequer irá lembrar dele após sua morte e que dois de seus amigos próximos irão traí-lo e negá-lo, revelando que Pedro será aquele que o nega, não uma, mas três vezes. Judas então se revela como a pessoa que irá cometer a traição, tentando explicar o motivo, mas Jesus se recusa a ouvir, o que deixa Judas irritado e ele culpa Jesus por todos os problemas que ocorreram até este ponto. Decepcionado, Judas sai para encontrar a polícia e trazê-los a Jesus ("The Last Supper").
Após seus apóstolos terem ido dormir, Jesus fala com Deus, seu pai. Jesus O questiona perguntando o motivo de ele ter que ser quem morre e o que sua morte significará no "grande esquema das coisas". Mas Jesus reconhece que não pode ir contra o plano divino – seja sabendo o significado de sua morte ou não –, e concorda em morrer de acordo com o plano ("Gethsemane"). Judas chega com a polícia e para mostrá-los quem é Jesus, beija-o na bochecha.

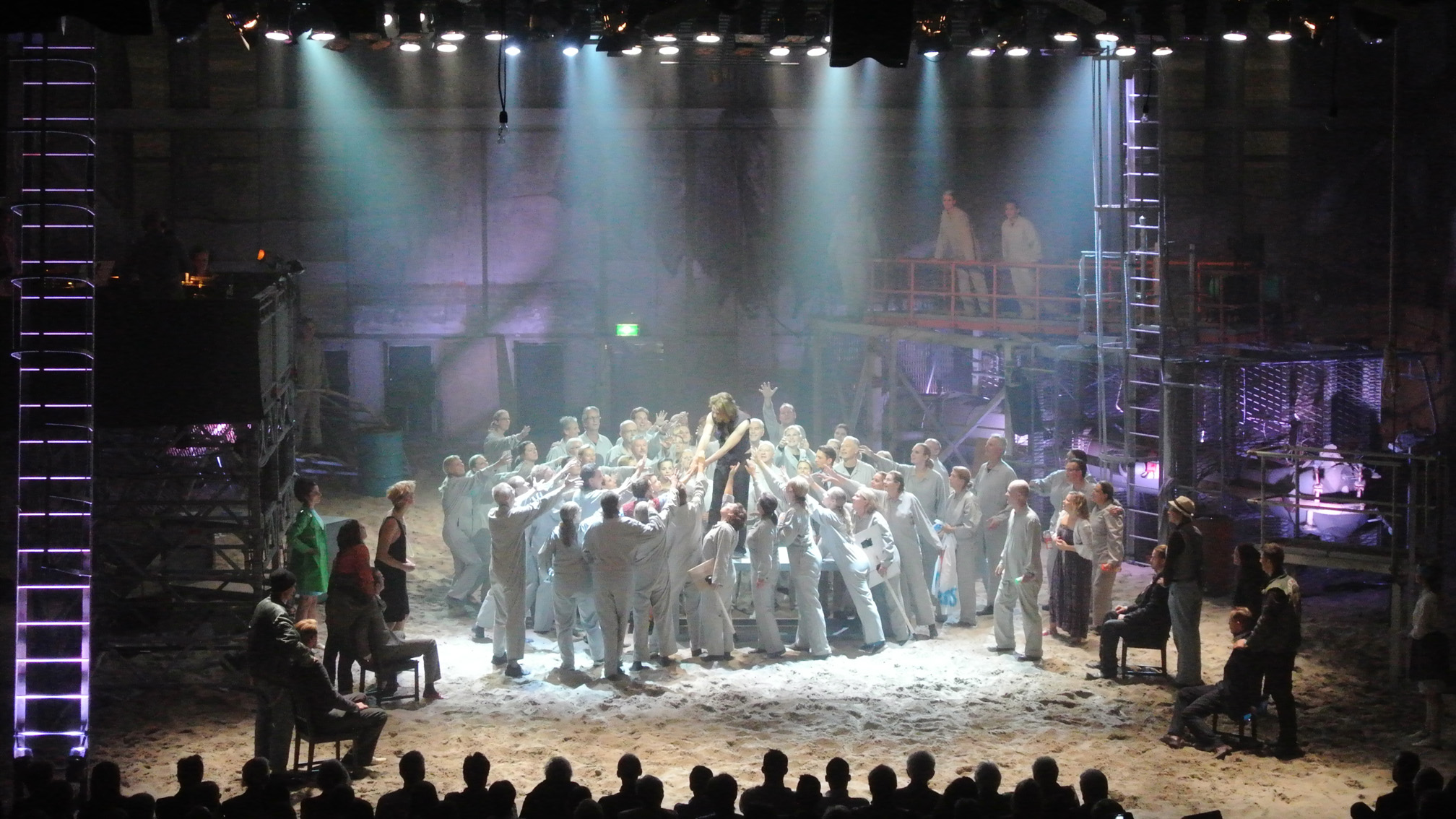
Produção de 2013 em Rotterdam, Holanda.

Jesus é preso. Quando seus apóstolos acordam, tentam lutar com as autoridades para liberar seu messias, mas Jesus pede a eles que guardam as espadas e deixem as autoridades levá-lo a Caifás. Enquanto é levado a Caifás, uma multidão de repórteres perguntam a Jesus o que ele fará, mas ele não quer comentar o assunto. Quando Jesus encontra-se com Caifás, Caifás pergunta se ele é o filho de Deus. Jesus responde dizendo que nunca disse isso sobre si mesmo, e que somente os outros o chamavam assim. Tal resposta já serve de justificativa para os sacerdotes enviarem Jesus a Pôncio Pilatos ("The Arrest").
Enquanto isso, o apóstolo Pedro é confrontado por um velho, um soldado e uma criada, tendo cada um deles dito que lembrava ter visto Pedro com Jesus, mas Pedro nega, a todos os três, que o conhece. A negação de Pedro é testemunhada por Maria, que, depois dos três irem embora, pergunta a Pedro por que ele negou Jesus. Pedro responde que teve de o fazer para salvar a si mesmo, já que provavelmente seria preso e processado se fosse descoberto que era amigo próximo de Jesus. Maria se pergunta como Jesus sabia que Pedro iria traí-lo ("Peter's Denial").
Jesus é trazido a Pilatos, que debocha dele. Quando Pilatos pergunta a Jesus se ele é o filho de Deus, Jesus diz a Pilatos a mesma resposta que deu a Caifás: "É o que vocês dizem". Pilatos não fica satisfeito com a resposta, mas como Jesus é da Galileia, ele não está sob sua jurisdição, e então o envia para o Rei Herodes ("Pilate and Christ").
Herodes ouviu toda história sobre Jesus e está animado por finalmente conhecê-lo, mas fica frustrado quando Jesus opta por não demonstrar seus supostos poderes. Herodes decide que Jesus é somente outro falso messias e nem quer perder seu tempo processando-o. Herodes o envia de volta a Pilatos ("King Herod's Song").
Numa cena adicionada para a produção da Broadway, os apóstolos e Maria Madalena lembram de quando tudo começou e desejam que pudessem apenas começar tudo de novo ("Could We Start Again Please?").
Neste ponto, Judas já viu Jesus, mal-tratado pelas autoridades e cansado. Sentindo muita culpa, Judas volta a se encontrar com sacerdotes de alto-escalão e expressa arrependimento sobre o que fez. Ele sente que, depois de tudo, será culpado pela morte de Jesus e será para sempre lembrado como o traidor desleal. Caifás diz que Judas não tem motivos para ficar envergonhado e que o que fez salvará a todos. No entanto, isso não tira a culpa de Judas. Quando é deixado sozinho, ele se sente traído por Deus por ter sido escolhido como aquele que trai Jesus. Culpa a Deus por ter o assassinado e se enforca ("Judas' Death").
Jesus é trazido de volta a Pilatos para seu julgamento. Pilatos pede a Jesus para se defender, mas ele mal consegue falar. Pilatos decide que, como Jesus não está estável mentalmente, ele ainda não merece morrer, mas isso não satisfaz a multidão, que pede constantemente para Pilatos crucificá-lo. Relutante em aceitar o pedido do povo, ele tenta satisfazer o desejo de sangue da multidão flagelando Jesus. Após 39 chicotadas, o povo ainda está insatisfeito. Jesus está tão batido que até Pilatos está se sentindo culpado. Esperando de alguma maneira libertar Jesus, ele implora para o messias se defender. Mais uma vez, Jesus não se defende. Com a multidão gritando pela crucificação de Jesus e com ele se negando a dar um motivo para Pilatos não o matar, relutantemente, Pilatos aceita crucificá-lo. No entanto, Pilatos quer fugir da responsabilidade e lava o sangue de suas mãos ("Trial Before Pilate").
Enquanto Jesus se prepara para ser crucificado, o espírito de Judas se encontra com ele. Judas questiona por que Jesus escolheu chegar da maneira que chegou e se o que aconteceu com ele era realmente parte de um plano divino ("Superstar").
Jesus morre lentamente na cruz ("The Crucifixion"). A peça termina com uma canção instrumental, "John 19:41". O título é uma referência ao verso João 19:41, sobre Jesus sendo posto na tumba: "No lugar onde Jesus fora crucificado, havia um jardim, e neste, um sepulcro novo, no qual ninguém tinha sido ainda posto".

## Personagens
| Personagem       | Extensão vocal |
| ---------------- | -------------- |
| Jesus Cristo     | tenor          |
| Judas Iscariotes | tenor          |
| Maria Madalena   | mezzo-soprano  |
| Pôncio Pilatos   | baritenor      |
| Caifás           | Barítono       |
| Anás             | Contratenor    |
| São Pedro        | Barítono       |
| Simão, o Zelote  | tenor          |
| Herodes          | Barítono       |

## Álbum
O álbum é uma dramatização musical da última semana de vida de Jesus Cristo e foi a base para a criação dos vários musicais na Broadway e West End. Atingiu o primeiro lugar nos mais vendidos da Billboard em 1971. No álbum original, a parte de Jesus foi cantada por Ian Gillan, vocalista do Deep Purple, que mais tarde também trabalhou com Black Sabbath e outros, e Murray Head como Judas. O futuro Gary Glitter tinha uma frase como um sacerdote e Michael d'Abo apareceu como o Rei Herodes. A canção-título, "Superstar", cantada por Judas (Murray Head), e "I Don't Know How to Love Him", cantada por Maria Madalena (Yvonne Elliman) sobre seu relacionamento com Jesus, foram ambas grandes sucessos.
O álbum original tem um sabor de rock que é muito diferente dos trabalhos posteriores de Lloyd Webber. Isto é em parte devido ao canto emotivo de Murray Head e Ian Gillan e o jogo de músicos de rock bem conhecidos, tais como guitarristas Neil Hubbard e Chris Spedding, o baixista Alan Spenner e o baterista Bruce Rowland. Os arranjos musicais são muitas vezes multi-camadas, com elementos de rock e clássicos, e contêm muitos mudanças abruptas e dinâmicas de tempo.

### Lista de faixas

#### Disco 1
1. "Overture" - 3:56
2. "Heaven on Their Minds" - 4:21
3. "What's the Buzz/Strange Thing Mystifying" - 4:13
4. "Everything's Alright" - 5:14
5. "This Jesus Must Die" - 3:33
6. "Hosanna" - 2:08
7. "Simon Zealotes/Poor Jerusalem" - 4:47
8. "Pilate's Dream" - 1:26
9. "The Temple" - 4:40
10. "Everything's Alright" - 0:30
11. "I Don't Know How to Love Him" - 4:07
12. "Damned for All Time/Blood Money" - 5:07

#### Disco 2
1. "The Last Supper" - 7:06
2. "Gethsemane (I Only Want to Say)" - 5:32
3. "The Arrest" - 3:20
4. "Peter's Denial" - 1:27
5. "Pilate and Christ" - 2:43
6. "King Herod's Song (Try It and See)" - 3:00
7. "Judas' Death" - 4:14
8. "Trial Before Pilate (Including the 39 Lashes)" - 5:12
9. "Superstar" - 4:15
10. "Crucifixion" - 4:00
11. "John Nineteen: Forty-One" - 2:04

## Produções

### Broadway
O espetáculo estreou na Broadway em 12 de outubro de 1971, dirigido por Tom O'Horgan, no Mark Hellinger Theatre. A produção da Broadway recebeu críticas mistas, com críticos do The New York Times dizendo que é uma produção desalmada e sensacionalista; Andrew Lloyd Webber também criticou duramente. O show foi estrelado por Jeff Fenholt como Jesus, Ben Vereen como Judas e Bob Bingham como Caifás. Barry Dennen, o Pilatos do álbum original tinha vivido e trabalhado em Londres, quando ele gravou o álbum. Ele estava de volta nos Estados Unidos a tempo de interpretar Pilatos na Broadway. Yvonne Elliman, a Maria Madalena original, também fazia parte do elenco. Kurt Yaghjian interpretou Annas. Ted Neeley (que foi lançado como um substituto de Cristo), Samuel E. Wright, e Anita Morris também apareceram no elenco. Carl Anderson entrou no papel de Judas quando Vereen adoeceu, e os dois artistas mais tarde se revezavam tocando o papel. O show foi fechado em 30 de junho de 1973 após 711 performances. Uma nova produção da Broadway estreou no Ford Center for the Performing Arts, em abril de 2000 e funcionou por 161 performances. O musical teve outro revival na Broadway em 2012, e foi bem recebido pela crítica , embora tenha recebido uma revisão mista do público. O revival foi indicado a dois prêmios Tony, de Melhor Revival, e outro de Melhor Ator Coadjuvante em Musical para Josh Young como Judas. Nenhum prêmio foi conquistado, mas Young ganhou o prêmio Theatre World por sua interpretação. O revival encerrou em 1 de julho de 2012, depois de 116 performances e 24 previas.

### Controvérsia
O show da Broadway e produções subsequentes foram condenadas por alguns grupos religiosos. Tim Rice foi citado como dizendo: "Acontece que nós não vemos Cristo como Deus, mas simplesmente o homem certo na hora certa no lugar certo". Alguns cristãos consideram estes comentários a serem blasfemos, o personagem de Judas bastante simpático e algumas de suas críticas á Jesus ofensiva. Ao mesmo tempo, alguns judeus alegaram que o show reforçou a crença antissemita de que eles são responsáveis pela morte de Jesus, mostrando a maioria dos vilões como judeu ( Caifás e os outros sacerdotes, Herodes) e mostrando a multidão em Jerusalém pedindo a crucificação. O musical foi banido na África do Sul por ser "sem religião".

### Produções internacionais
O musical foi produzido na Irlanda, Brasil, Hungria, Índia, Nova Zelândia, Itália, França, México, Chile, Bulgária, Noruega, Dinamarca, Suécia, Finlândia, Islândia, Rússia, Polônia, República Checa, Grécia, Austrália, Filipinas, África do Sul, Panamá, Colômbia (Misi Group), Croácia (Teatro Komedija), Bolívia (onde também foi lançado como um filme de TV ), Portugal e muitos mais. Dois Jesus notáveis foram Takeshi Kaga de Iron Chef que estrelou a versão japonesa e o cantor Camilo Sesto em na versão espanhola de 1975, com Ángela Carrasco como Maria Madalena e Teddy Bautista como Judas. Bautista também fez os arranjos musicais desta versão, gerenciou a banda e tocou sintetizadores nas gravações. Esta versão foi exibida em Madrid com grande sucesso e não menos polêmica, uma vez que o show estava em cartaz nos últimos dias do ditador espanhol Francisco Franco. Outra Maria Madalena notável foi a cantora mexicana, Rocío Banquells, em uma produção de 1981 no México. Um remake da versão espanhola foi feita de novo em 1985 com Pablo Abraira como Jesus, Estibaliz como Maria Madalena e Ruy Blas como Judas. Desta vez, Teddy Bautista também fez os arranjos musicais, que eram uma pequena adaptação da música total, tocando principalmente nos teclados. Esta versão também visitou a Espanha e América Latina, mas sem o mesmo sucesso que a anterior de Camilo Sesto.
A versão checa foi criada em 1993 e 1994, e estreou em 22 de julho de 1994, em Praga Spirala Theatre. A produção foi um sucesso, funcionando até 1998, com 1.288 apresentações e mais de 850 000 espectadores.
Na década de 2000, a produção venezuelana correu por dois anos (2006-2008), com Johnny Sigal como Jesus, Karina como Maria Madalena e Luke Grande como Judas, dirigido por Michel Hausmann e Salomon Lerner responsável pela organização e realização da banda. Produções internacionais recentes incluíram uma produção espanhola 2007-2009 (Stage Entertainment), estrelada por Miquel Fernández como Jesus (mais tarde substituído por Gerónimo Rauch), Ignasi Vidal como Judas e Lorena Calero como Maria Madalena; 2007-2008 uma produção italiana fez uma turnê pelo país (Compagnia della Rancia); uma produção 2008-2009 sueca fez destaque em Ola Salo na Opera Malmö em Malmö, na Suécia; e 2009-2010 houve uma produção norueguesa com o cantor de rock Hans Erik Dyvik Husby do Det Norske Teatret em Oslo.
Em 2010, o público australiano foi apresentado a duas versões do show que caracterizam o mesmo ator interpretando o papel-título; O Gilbert & Sullivan Society of SA, Inc., (no Sul da Austrália) produziu uma versão modernizada no Teatro de Sua Majestade, em Adelaide, Sul da Austrália a partir de outubro até o início de novembro. Com Luke Kennedy como Jesus, Danny Lopresto como Judas, Sarah Lloyde como Maria, Joel Valenti como Pilatos e Kent Green como Herodes, o show foi dirigido pelo diretor David Lampard com o diretor musical Ross Curtis e diretor associado Sharon Angrove. A produção de 2010, em Brisbane, na Austrália, foi apresentada pela Harvest Rain Theatre Company e dirigido por Tim O'Connor e com Luke Kennedy como Jesus, Naomi Price como Maria, Tod Strike como Judas, Lionel Theunissen como Pilatos e Steven Tandy como um convidado especial, aparecendo como Herodes. A produção voltou a QPAC em fevereiro de 2011 com Paul Watson assumindo o papel de Judas.
A produção em Lima, Peru abriu em 2014 na prisão de Sarita Colonia como parte de um programa de reabilitação para os presos. Oitenta detentos trabalharam na produção, que foi dirigida pelo detento Freddy Battifora, que também desempenhou o papel de Jesus. A Igreja Católica aprovou a produção.

### Versões em português
Jesus Cristo Superstar é o nome do musical na versão brasileira e na portuguesa. A versão brasileira de 1972 teve adaptação de Vinicius de Moraes, e estreou em São Paulo, no teatro Aquarius, no bairro do Bixiga, em maio de 1972, tendo no papel principal o ator carioca Eduardo Conde. Também contou com Stênio Garcia, Ney Latorraca, Cyro Aguiar, Jonas Bloch, Maria Cecília Camargo, Dick Danello, entre outros nomes. A versão portuguesa foi traduzida por Filipe La Féria e António Leal. Direção musical de Telmo Lopes, tendo estreado em 2007.
A versão brasileira foi produzida por Maria Célia Camargo e Altair Lima e dirigida por Altair. Teve a direção musical dos maestros Paulo Herculano e Samuel Kerr, o pianista João Carlos Pegoraro e os mesmos, foram os responsáveis pela preparação vocal do elenco e ensaios corais. Moracy Doval, Altamir Lima e José Ayrton Salvanini foram os responsáveis pelo lançamento e pela campanha publicitária do espetáculo.
Em março de 2014, estreou a mais recente versão do musical no Brasil, produzida pela Time For Fun e dirigida por Jorge Takla e Vania Pajares. O espetáculo ficou em cartaz de 14 de março a 8 de junho no Teatro do Complexo Ohtake Cultural em São Paulo.
A produção trazia Igor Rickli no papel-título, Alírio Netto como Judas, Negra Li como Maria Madalena, Wellington Nogueira como Herodes, Fred Silveira como Pilatos, Beto Sargentelli como Simão o Zelote, Cadu Batanero como Pedro, Rogério Guedes como Caifás e Julio Mancini como Anás. O elenco trazia ainda Daniel Caldini como Primeiro Sacerdote, Thiago Lemmos como Segundo Sacerdote, Marcelo Vasquez como Terceiro Sacerdote. O elenco é composto por Alessandra Dimitriou, Beto Sorolli, Cadu Batanero, Daniel Caldini, Felipe Guadanucci, Fernando Lourenção, Gabriel Camilo, Jhafiny James Lima, Marcelo Vasquez, Marisol Marcondes, Murilo Armacollo, Nathalia Mancinelli, Olivia Branco, Paula Miessa, Philipe Azevedo, Renato Bellini, Sandro Conte Febras, Thatiane Abra, Thiago Lemmos e Tino Zanni.
Em dezembro de 2014, foi feita uma nova tradução e adaptação do musical em Portugal por Sandra Leal, e produzido pela Associação ContraCanto. Com encenação de António Leal, com André Lourenço no papel de Jesus e Bruno Ribeiro como Judas. Esteve em cena no Centro Cultural de Carregal do Sal.[carece de fontes?]

## Prêmios e indicações

### Original Produção da Broadway
| Ano  | Prêmio              | Categoria                     | Nomeado                        | Resultado |
| ---- | ------------------- | ----------------------------- | ------------------------------ | --------- |
| 1972 | Tony Award          | Melhor Ator em Musical        | Ben Vereen                     | Indicado  |
| 1972 | Tony Award          | Melhor Trilha Sonora Original | Andrew Lloyd Webber e Tim Rice | Indicado  |
| 1972 | Tony Award          | Melhor Direção de Arte        | Robin Wagner                   | Indicado  |
| 1972 | Tony Award          | Melhor Figurino               | Randy Barceló                  | Indicado  |
| 1972 | Tony Award          | Melhor Iluminação             | Jules Fisher                   | Indicado  |
| 1972 | Drama Desk Award    | Compositor mais Promissor     | Andrew Lloyd Webber            | Venceu    |
| 1972 | Theatre World Award | Theatre World Award           | Ben Vereen                     | Venceu    |

### 1996 Londres revival
| Ano  | Prêmio                 | Categoria                 | Nomeado                   | Resultado |
| ---- | ---------------------- | ------------------------- | ------------------------- | --------- |
| 1997 | Laurence Olivier Award | Melhor Revival de Musical | Melhor Revival de Musical | Indicado  |

### 2000 Revival da Broadway
| Ano  | Prêmio     | Categoria                 | Nomeado                   | Resultado |
| ---- | ---------- | ------------------------- | ------------------------- | --------- |
| 2000 | Tony Award | Melhor Revival de Musical | Melhor Revival de Musical | Indicado  |

### 2011 Stratford Shakespeare Festival / 2012 Broadway revival
| Ano  | Prêmio              | Categoria                 | Nomeado                   | Resultado |
| ---- | ------------------- | ------------------------- | ------------------------- | --------- |
| 2012 | Tony Award          | Melhor Revival de Musical | Melhor Revival de Musical | Indicado  |
| 2012 | Tony Award          | Melhor Ator em Musical    | Josh Young                | Indicado  |
| 2012 | Drama Desk Award    | Melhor Revival de Musical | Melhor Revival de Musical | Indicado  |
| 2012 | Drama Desk Award    | Melhor Design de Som      | Steve Canyon Kennedy      | Indicado  |
| 2012 | Theatre World Award | Theatre World Award       | Josh Young                | Venceu    |